# Моралес, Томас
Томас Моралес (исп. Tomás Morales Castellano; 10 октября 1884, Мойя, провинция Лас-Пальмас — 15 августа 1921, Лас-Пальмас-де-Гран-Канария) — испанский поэт, врач и политик. Один из ярчайших представителей модернизма на Канарских островах, считается основоположником современной поэзии в этом регионе.
Томас Моралес начал писать стихи в 15 лет, его первое произведение было опубликовано в 1902 году. В 1908 году появилась его первая книга «Стихи о славе, любви и море», а спустя 2 года Театр Лас-Пальмаса поставил его драматическую поэму в прозе «Обед у Симона».
В 1909 году Моралес окончил медицинский факультет университета и практиковал в Агаэте и Лас-Пальмасе-де-Гран-Канария.